# Suez (film)
Suez este un film dramatic de dragoste istoric regizat de Allan Dwan după un scenariu de Philip Dunne și Julien Josephson. În rolurile principale au interpretat actorii Tyrone Power, Loretta Young și Annabella.
A fost produs și distribuit de studiourile 20th Century Fox și a avut premiera la 28 octombrie 1938. Coloana sonoră a fost compusă de Louis Silvers.
Filmul a fost nominalizat la premii Oscar: Premiul Oscar pentru cea mai bună imagine (Peverell Marley), Premiul Oscar pentru cea mai bună coloană sonoră originală  (Louis Silvers) și Premiul Oscar pentru cel mai bun mixaj sonor ( Edmund H. Hansen).

## Distribuție
Au interpretat actorii:
- Tyrone Power - Ferdinand de Lesseps
- Loretta Young - Countess Eugenie De Montijo
- Annabella - Toni Pellerin
- J. Edward Bromberg - Prince Said
- Joseph Schildkraut - Vicomte Rene De Latour
- Henry Stephenson - Count Mathieu de Lesseps
- Sidney Blackmer - Marquis Du Brey
- Maurice Moscovitch - Muhammad Ali al Egiptului
- Sig Rumann - Sergeant Pellerin
- Nigel Bruce - Sir Malcolm Cameron
- Miles Mander - Benjamin Disraeli
- George Zucco - Prime Minister
- Leon Ames - Louis Napoleon
- Rafaela Ottiano - Maria De Teba
- Victor Varconi - Victor Hugo
- Georges Renavent - Bank President
- Frank Reicher - General Changarnier
- Carlos De Valdez - Count Hatzfeldt
- Jacques Lory - Millet
- Albert Conti - M. Fevrier
- Brandon Hurst - Franz Liszt
- Marcelle Corday - Mme. Paquineau
- Odette Myrtle - Duchess
- Egon Brecher - Doctor
- Alphonse Martell - General St. Arnaud
- Montague Shaw - Elderly Man
- Leonard Mudie - Campaign Manager
- Michael Visaroff - Jewel Merchant (nemenționat)